# Careproctus mederi
Careproctus mederi is een  straalvinnige vissensoort uit de familie van snotolven (Cyclopteridae). De wetenschappelijke naam van de soort is voor het eerst geldig gepubliceerd in 1916 door Schmidt.
De soort staat op de Rode Lijst van de IUCN als Onzeker, beoordelingsjaar 2009.